# Canale Reale
Il Canale Reale è uno dei rari corsi d'acqua presenti tra il Salento e la bassa Murgia. È lungo 48 chilometri; la sua sorgente, situata nel territorio del comune di Villa Castelli, è circondata da un canneto che la rende di non facile accesso; dopo aver attraversato quasi longitudinalmente la provincia di Brindisi, raggiunge il mar Adriatico in località Iazzo San Giovanni, nei pressi dell'oasi naturalistica di Torre Guaceto.

## Habitat

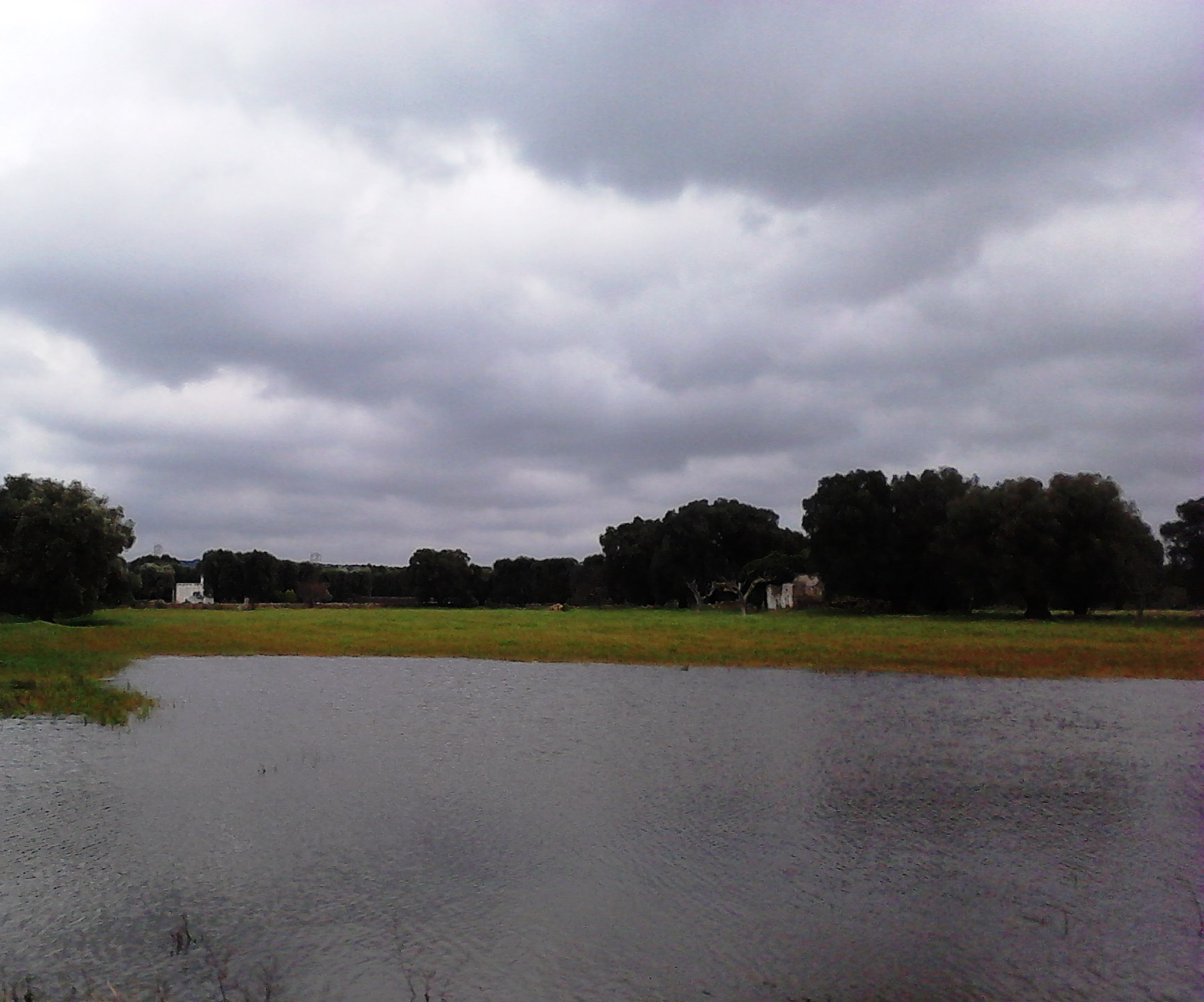
Antoglia(Villa Castelli), area soggetta ad alluvione stagionale nei pressi del Canale Reale

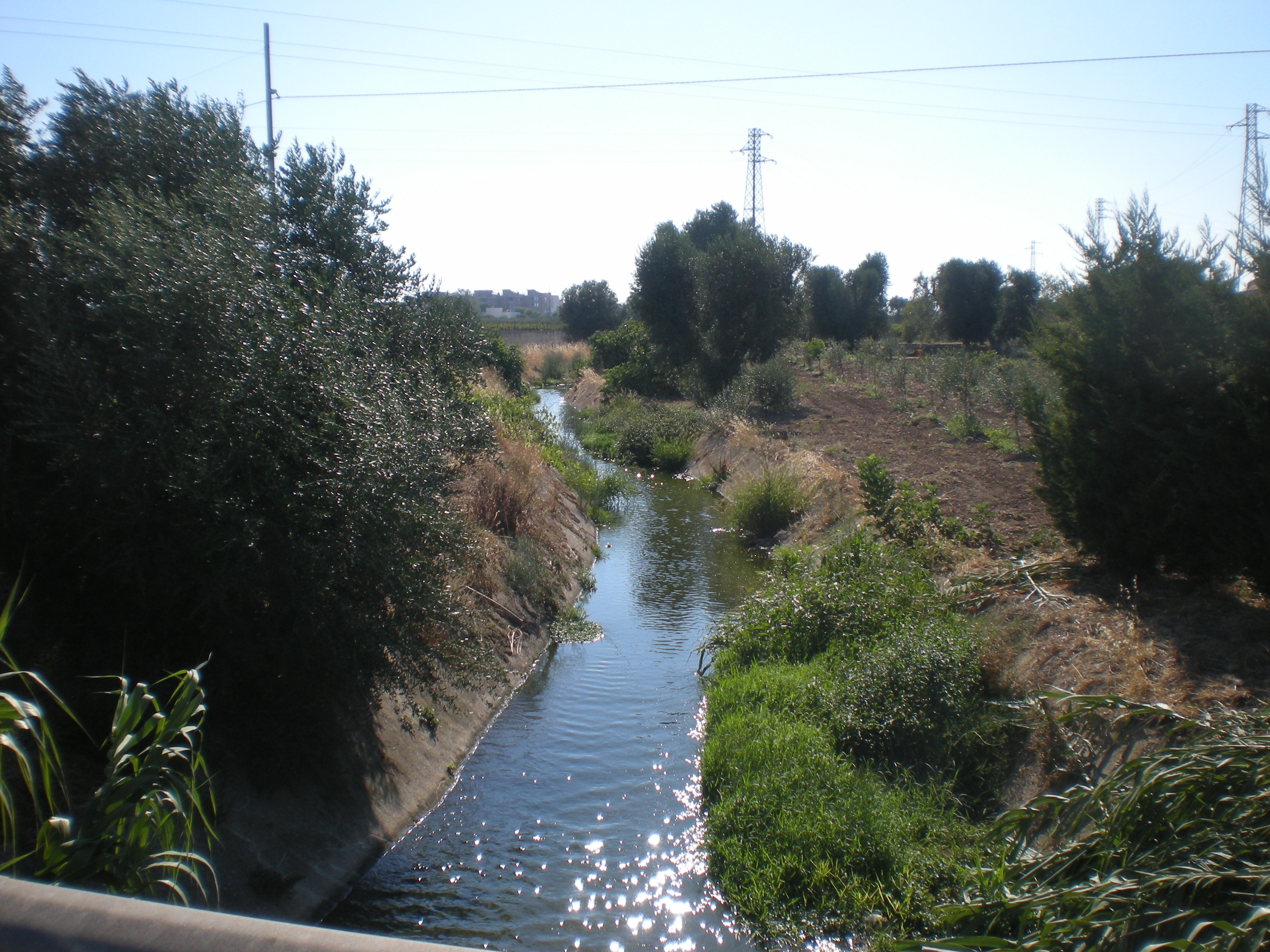
Il Canale Reale nei pressi del comune di Francavilla Fontana.

Il primo tratto nel territorio di Villa Castelli è alimentato da acque limpide. Negli ultimi anni la portata sorgentizia del Canale Reale è aumentata ed è causa di allagamenti stagionali dovuti alla rimozione da parte dei proprietari terrieri dei canaletti di alimentazione (che costituiscono demanio) e dall'aumento dell'intensità delle piogge stagionali, difatti non mancano piene improvvise dopo lunghi periodi di pioggia.
La fauna è caratterizzata dalla presenza di lepri, volpi, ricci, pettirossi, falchi, diversi rapaci notturni (civetta, gufo, assiolo e barbagianni) ed una piccola comunità di pipistrelli (tra i quali, oltre alle specie più comuni, anche il Rhinolophus hipposideros, ed il Rhinolophus mehelyi famosi per la caratteristica capacità di Ecolocalizzazione), questi piccoli e delicati mammiferi notturni che trovano rifugio nei Trulli, nei casali abbandonati e sotto i rami dei rari alberi secolari, eliminando gli insetti nocivi per l'agricoltura contribuiscono a mantenerne integro il fragile ecosistema naturale oltre ad essere indice di un habitat incontaminato (ma con non troppo rari ammassi di spazzatura dovuti alla gente incivile) e ricco d'acqua. La Flora si compone quasi esclusivamente di recenti oliveti e vigneti, che si alternano ad incontaminati tratti di macchia mediterranea.
Lungo il suo corso, il Canale Reale attraversa i comuni di Francavilla Fontana (città dove le sue acque iniziano ad essere inquinate, facendo diventare il corso d'acqua veicolo di scarichi, anche tossici), Oria, Latiano, Mesagne, San Vito dei Normanni, Brindisi, Carovigno e sfocia nella Riserva naturale statale Torre Guaceto. 
Nel maggio 2018 sono iniziati i lavori di bonifica del tratto compreso tra i comuni di Villa Castelli e Latiano.

## Storia
In tempi antichi il Canale Reale fu certamente un corso fluviale con acque più copiose di quelle odierne. Il suo antico nome era forse fiume Pactius oppure Ausonius, citato da Plinio il Vecchio nella Naturalis Historia.
Durante l'Alto Medioevo questa lama fu una via di comunicazione secondaria per accedere all'entroterra dalle coste del Mare Adriatico. Nel VII secolo, in seguito al periodo dell'Iconoclastia, alcune comunità di monaci Basiliani unitamente agli abitanti delle comunità rurali scavarono e ampliarono alcune grotte lungo il corso del canale, trasformandole in abitazioni e in luoghi di culto: tra questi, risultano rilevanti la Chiesa rupestre di San Biagio e la Cripta di San Giovanni. Per tutto il medioevo gran parte del corso d'acqua è sotto la giurisdizione del Feudo di Oria.
Dalla prima metà del XIII secolo è presente un importante casale medievale noto come S. Maria dei Grani nell'ambito dell'ampio feudo di Oria. Nel XV secolo nei pressi della fonte è edificata la torre Antoglia parte del sistema difensivo della vasta universitas Huritana che controllava gli approvvigionamenti d'acqua. Dal XVII secolo la fonte del Canale Reale è nota come Fonte dei Grani, per via della prevalente funzione irrigatoria fondamentale per coltivazione di frumento intorno alla sorgente e lungo il suo percorso.
Nel XIX secolo viene edificata nei pressi della sorgente del Canale Reale la Chiesa di Santa Maria dei Grani, al confine dei territori che dal 1928 appartengono a Villa Castelli, la struttura religiosa è uno splendido esempio di tardo barocco leccese impreziosita da affreschi raffiguranti la Madonna Odigitria. La chiesa è dotata di portale unico dominato da un rosone circolare e un campanile a vela sormontato da un timpano. La pianta è a croce latina, con un'unica navata coperta da volte a crociera. L'intero complesso architettonico, che comprende anche un forno ed una stalla è fortificato da un alto muro a secco richiama caratteri tipici nella campagna della Murgia.

## Clima
Nella tabella sottostante sono riportati i valori medi che si registrano lungo il Canale Reale.
| Mese                           | Gen  | Feb  | Mar  | Apr  | Mag  | Giu  | Lug  | Ago  | Set  | Ott  | Nov  | Dic  | Anno |
| ------------------------------ | ---- | ---- | ---- | ---- | ---- | ---- | ---- | ---- | ---- | ---- | ---- | ---- | ---- |
| Temperatura massima media (°C) | 11,8 | 12,8 | 14,9 | 18,3 | 23,1 | 27,5 | 30,4 | 30,5 | 26,5 | 21,4 | 16,8 | 13,4 | 20,6 |
| Temperatura minima media (°C)  | 4,6  | 4,9  | 6,5  | 8,7  | 12,5 | 16,4 | 19,0 | 19,2 | 16,5 | 12,8 | 9,0  | 6,2  | 11,4 |
| Piogge (mm)                    | 79   | 78   | 74   | 56   | 53   | 33   | 32   | 33   | 57   | 120  | 115  | 100  | 885  |
| Umidità media (%)              | 77,8 | 76,6 | 75,4 | 72,9 | 70,2 | 65,7 | 61,8 | 63,6 | 70,0 | 76,0 | 78,9 | 78,9 | 72,3 |

## Comuni del Canale Reale
| Comune                | Stemma città |
| --------------------- | ------------ |
| Villa Castelli        |              |
| Francavilla Fontana   |              |
| Oria                  |              |
| Latiano               |              |
| Mesagne               |              |
| San Vito dei Normanni |              |
| Brindisi              |              |
| Carovigno             |              |